# Базовая расчётная величина (Узбекистан)
Базовая расчётная величина (БРВ) — величина, используемая в Узбекистане для различных расчетов.
Установлена 1 сентября 2019 года указом президента Узбекистана (Шавкат Миромонович Мирзиёев) №УП-5765, и используется вместо минимального размера заработной платы МРЗП введена БРВ.

## Применение
Базовая расчётная величина применяется для:
- определения размеров суммы штрафов, налогов, пошлин и платежей за госуслуги
- стоимости патентов, лицензий и других платежей, связанных с определённым видом предпримательской деятельности
- размера установного фонда предприятия
- предельного размера микрокредитов и лизинга и прочих финансово-экономических показателей

В октябре 2023 года была установлена Базовая расчетная величина в размере 340 000 сумов.

### Минимальный размер заработной платы
До введения базовой расчетной величины, минимального размера оплаты труда и базовой величины исчисления пенсии, в Узбекистане применялся только один показатель — это минимальный размер заработной платы (МРЗП). Впервые МРЗП в Узбекистане был принят Указом Президента №УП-366 от 26 марта 1992. Последний показатель МРЗП был принят указом Президента №УП-5765 от 12 июля 2019 (БРВ)
На 1 октября 2024 года МРОТ составляет 1 155 000 сумов в месяц.